# Felix Huber (Ingenieur, 1957)

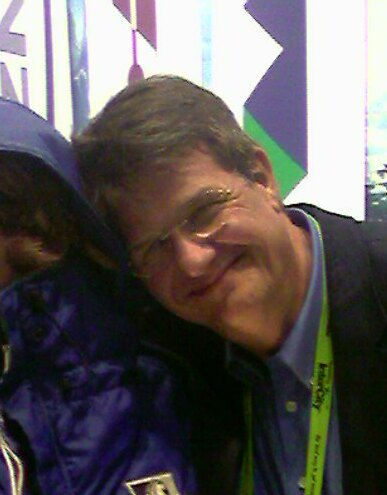
Felix Huber (2007)

Felix Huber (* 29. Juli 1957 in Bamberg) ist ein deutscher Stadtplaner, Ingenieur und ehemaliger Hochschullehrer.

## Leben
Huber wurde 1957 in Bamberg geboren. Er besuchte die Volksschule und von 1967 bis 1976 das humanistische Celtis-Gymnasium in Schweinfurt. Nach dem Abitur leistete er Wehrdienst.
Huber studierte von 1977 bis 1982 Raumplanung an der Universität Dortmund (heute TU Dortmund). 1990 promovierte er an der RWTH Aachen.
Von 1994 bis 2023 war er Professor für Umweltverträgliche Infrastrukturplanung und Stadtbauwesen an der Bergischen Universität Wuppertal. Als Gründungsdekan war er zudem maßgeblich am Aufbau der Fakultät für Architektur und Bauingenieurwesen der Bergischen Universität beteiligt. Zeitgleich war er Inhaber und bis 2005 Geschäftsführer eines Ingenieurbüros, das beratend in den Bereichen Verkehr, Städtebau und Umweltschutz tätig war.
Er war Experte für das Städtebauprojekt „Umbau Döppersberg“ in Wuppertal.
Im Sommersemester 2023 wurde er in den Ruhestand verabschiedet.